# Elden Henson
Elden Henson (született Elden Ryan Ratliff, Rockville, 1977. augusztus 30. –) amerikai színész. 
Legismertebb alakítása Foggy Nelson a Marvel-moziuniverzumban. A Kerge kacsák trilógiában is szerepelt.

## Fiatalkora
1977. augusztus 30-án született Rockville-ben, Sayde Henson pedagógus és egykori fotós, illetve George Ratliff egykori New York-i színész gyermekeként. Két testvére van, Garette Ratliff Henson és Erick Ratliff. Apja második házasságából van egy  féltestvére, Ellington Ratliff, aki az R5 együttes tagja.
Burbankben nőtt fel. 6 éves korában kezdett el reklámokban szerepelni, és 10 éves korára egy sor filmes és televíziós szerepet kapott. A John Burroughs High Schoolba járt Burbankben, majd rövid ideig az Emerson College-ba járt.

## Pályafutása
Első komolyabb szerepe a Kerge kacsák trilógiában volt. 2014-ben Az éhezők viadala: A kiválasztott – 1. rész című filmben szerepelt. 2015 és 2018 között a Daredevil főszereplője volt.  2017-ben A Védelmezők című sorozatban szerepelt. 2018-ban a Luke Cage című sorozatban tűnt fel.

## Magánélete
Los Angelesben él. Egy fia van, Dodger, korábbi feleségétől, Kira Sternbach-től.

## Filmográfia

### Filmek
| Év   | Magyar cím                                        | Eredeti cím                                       | Szerep                 | Magyar hang      |
| ---- | ------------------------------------------------- | ------------------------------------------------- | ---------------------- | ---------------- |
| 1987 | Cápa 4. - A cápa bosszúja                         | Jaws: The Revenge                                 | további hang           |                  |
| 1988 | Elvis és én                                       | Elvis and Me                                      | Don Beaulieu 10 évesen |                  |
| 1989 | Egyik kopó, másik eb                              | Turner & Hooch                                    | Eric Boyett            |                  |
| 1990 |                                                   | Marilyn Hotchkiss Ballroom Dancing & Charm School | Steve Mills            |                  |
| 1992 | Radio Flyer – Repül a testvérem                   | Radio Flyer                                       | halász barátja         |                  |
| 1992 | Kerge kacsák                                      | The Mighty Ducks                                  | Fulton Reed            | Petrik Péter     |
| 1994 | Kerge kacsák 2.                                   | D2: The Mighty Ducks                              | Fulton Reed            |                  |
| 1996 | Kerge kacsák 3.                                   | D3: The Mighty Ducks                              | Fulton Reed            | Petrik Péter     |
| 1996 | Kis tüzek                                         | Foxfire                                           | Bobby                  | Szokol Péter     |
| 1998 | Az óriás                                          | The Mighty                                        | Maxwell Kane           | Minárovits Péter |
| 1999 | A csaj nem jár egyedül                            | She's All That                                    | Jesse Jackson          | Minárovits Péter |
| 1999 | Kéz-őrület                                        | Idle Hands                                        | Pnub                   | Minárovits Péter |
| 1999 | A szeretet ajándéka                               | A Gift of Love: The Daniel Huffman Story          | Daniel Huffman         |                  |
| 2000 | Számkivetett                                      | Cast Away                                         | Elden Madden           |                  |
| 2001 | O (Othello)                                       | O                                                 | Roger Rodriguez        |                  |
| 2001 | Őrült                                             | Manic                                             | Michael                |                  |
| 2002 |                                                   | Pack of Dogs                                      | Sheep                  |                  |
| 2002 |                                                   | Cheats                                            | Sammy Green            |                  |
| 2003 | Dumb és Dumber – Miből lesz a dilibogyó           | Dumb and Dumberer: When Harry Met Lloyd           | Turk                   | Elek Ferenc      |
| 2003 | Háborúzni mentem: Kelly                           | The Battle of Shaker Heights                      | Bart Bowland           |                  |
| 2003 | Napsütötte Toszkána                               | Under the Tuscan Sun                              | Szerző                 |                  |
| 2003 | Földöntúli ramazuri                               | Evil Alien Conquerors                             | Ron                    |                  |
| 2004 | Pillangó-hatás                                    | The Butterfly Effect                              | Lenny Kagan            | Bodrogi Attila   |
| 2005 | Szabad egy táncra?                                | Marilyn Hotchkiss Ballroom Dancing & Charm School | Steve Mills            |                  |
| 2005 |                                                   | The Amateurs                                      | eladó                  |                  |
| 2005 | Dogtown urai                                      | Lords of Dogtown                                  | Billy Z                |                  |
| 2006 | Déjà Vu                                           | Déjà Vu                                           | Gunnars                | Seszták Szabolcs |
| 2007 | Rajzás                                            | Rise: Blood Hunter                                | Taylor                 |                  |
| 2008 |                                                   | Not Since You                                     | Joey „Fudge” Fudgler   |                  |
| 2011 |                                                   | The Death and Return of Superman                  | Doomsday               |                  |
| 2013 | Jobs – Gondolkozz másképp                         | Jobs                                              | Andy Hertzfeld         | Előd Botond      |
| 2014 | Az éhezők viadala: A kiválasztott – 1. rész       | The Hunger Games: Mockingjay – Part 1             | Pollux                 |                  |
| 2015 | Az éhezők viadala: A kiválasztott – Befejező rész | The Hunger Games: Mockingjay – Part 2             | Pollux                 |                  |
| 2018 |                                                   | Spivak                                            | Kevin Oberkfell        |                  |
| 2023 | Megfojtott virágok                                | Killers of the Flower Moon                        | Duke Burkhart          |                  |

### Televíziós szerepek
| Év         | Magyar cím                               | Eredeti cím                       | Szerep           | Megjegyzések                                                                       |
| ---------- | ---------------------------------------- | --------------------------------- | ---------------- | ---------------------------------------------------------------------------------- |
| 1982, 1985 |                                          | As the World Turns                | Paul Ryan        | 2 epizód                                                                           |
| 1985       |                                          | Amazing Stories                   | Szeplős arcú fiú | 1 epizód                                                                           |
| 1986       |                                          | Fame                              | Matthew          | 1 epizód                                                                           |
| 1987       |                                          | What a Country                    | fiú              | 1 epizód                                                                           |
| 1987       | Út a mennyországba                       | Highway To Heaven                 | Alan Bailey      | 1 epizód                                                                           |
| 1993       |                                          | Saved By The Bell: The New Class  | Dirk             | 1 epizód                                                                           |
| 1993       |                                          | The Ben Stiller Show              | Cub Scout        | 1 epizód                                                                           |
| 2004       | Esküdt ellenségek: Különleges ügyosztály | Law & Order: Special Victims Unit | Will Caray       | 1 epizód                                                                           |
| 2007       |                                          | Smith                             | Matthew Marley   | 4 epizód                                                                           |
| 2007       | Vészhelyzet                              | ER                                | Ujjatlan fickó   | 1 epizód                                                                           |
| 2007       | Doktor Addison                           | Private Practice                  | Damon            | 1 epizód                                                                           |
| 2009       | Psych – Dilis detektívek                 | Psych                             | Clive            | 1 epizód                                                                           |
| 2009       | A Grace klinika                          | Grey's Anatomy                    | Matt             | 1 epizód                                                                           |
| 2010       | El Dorado – Az aranyváros                | El Dorado                         | Gordon           | főszereplő                                                                         |
| 2014       | Kémbarátok                               | Intelligence                      | Amos Pembroke    | 2 epizód                                                                           |
| 2015–2018  | Daredevil                                | Daredevil                         | Foggy Nelson     | főszereplő magyar hangja Hamvas Dániel (1. szinkron) Szvetlov Balázs (2. szinkron) |
| 2017       | A munka hősei                            | Workaholics                       | Nipples          | 1 epizód                                                                           |
| 2017       | A Védelmezők                             | The Defenders                     | Foggy Nelson     | főszereplő                                                                         |
| 2018       | Jessica Jones                            | Jessica Jones                     | Foggy Nelson     | 1 epizód magyar hangja Hamvas Dániel (1. szinkron) Szvetlov Balázs (2. szinkron)   |
| 2018       | Luke Cage                                | Luke Cage                         | Foggy Nelson     | 1 epizód                                                                           |
| 2021–2022  | Kerge Kacsák: Így kell tarolni!          | The Mighty Ducks: Game Changers   | Fulton Reed      | 2 epizód                                                                           |
| 2025       | Daredevil: Újjászületés                  | Daredevil: Born Again             | Foggy Nelson     | 1 epizód magyar hangja Szvetlov Balázs                                             |